# Cryptocentrus callopterus
Cryptocentrus callopterus är en fiskart som beskrevs av Smith, 1945. Cryptocentrus callopterus ingår i släktet Cryptocentrus och familjen smörbultsfiskar. Inga underarter finns listade i Catalogue of Life.